# Pedicia issikiella
Pedicia issikiella är en tvåvingeart som beskrevs av Alexander 1953. Pedicia issikiella ingår i släktet Pedicia och familjen hårögonharkrankar. Inga underarter finns listade i Catalogue of Life.